# Rynek Wildecki

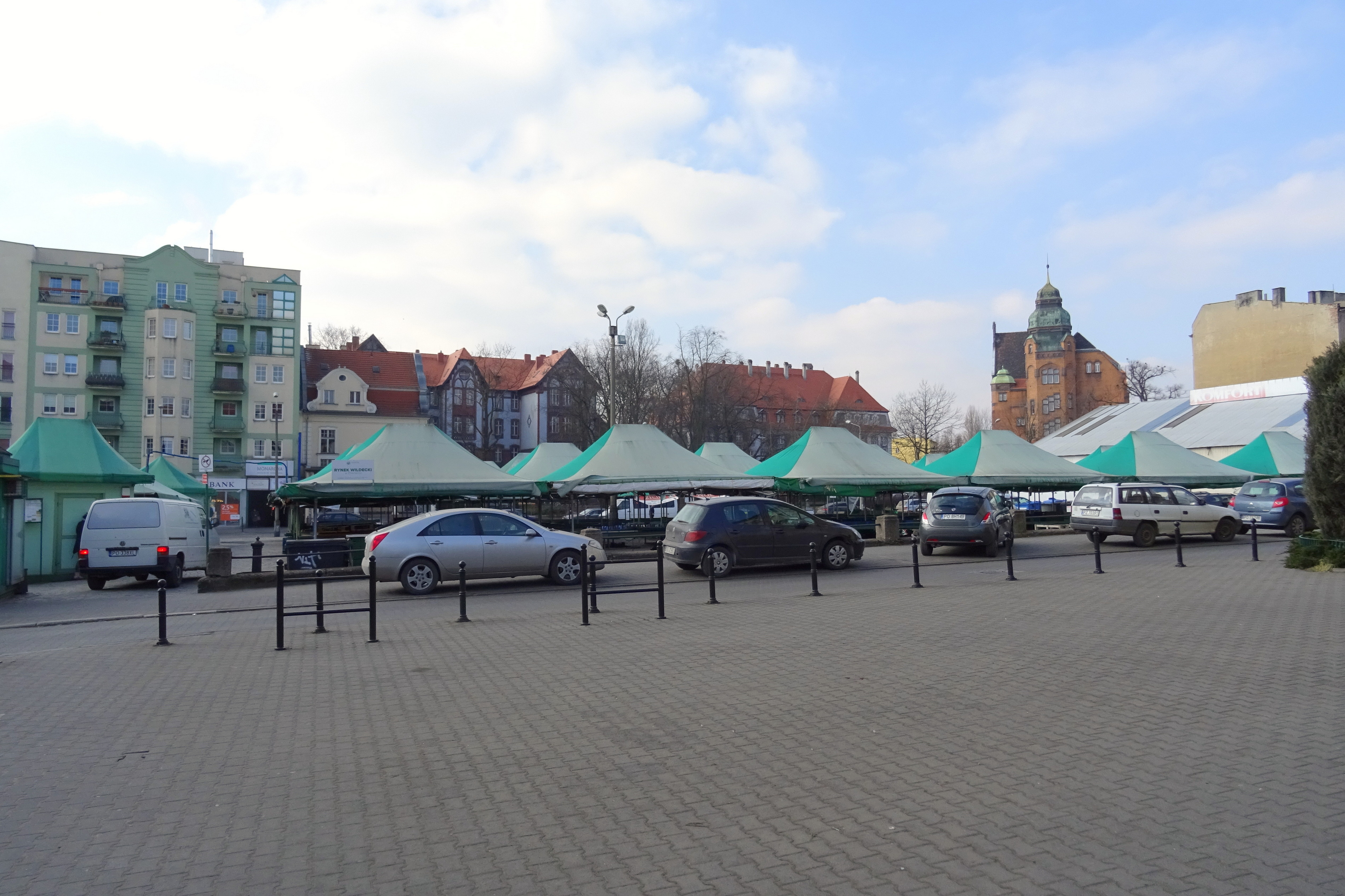
Zabudowa od strony zachodniej

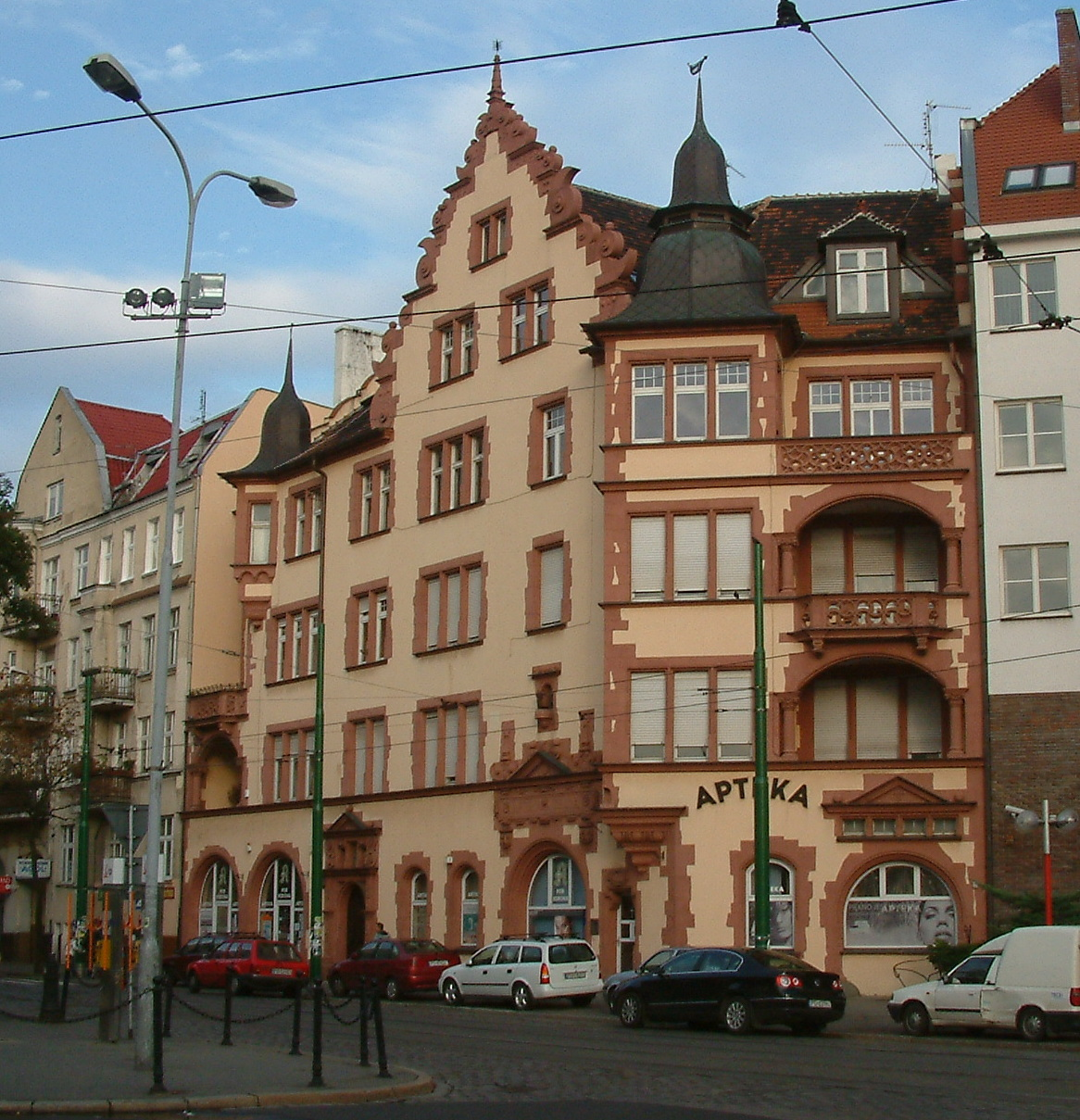
Kamienica pod Koroną

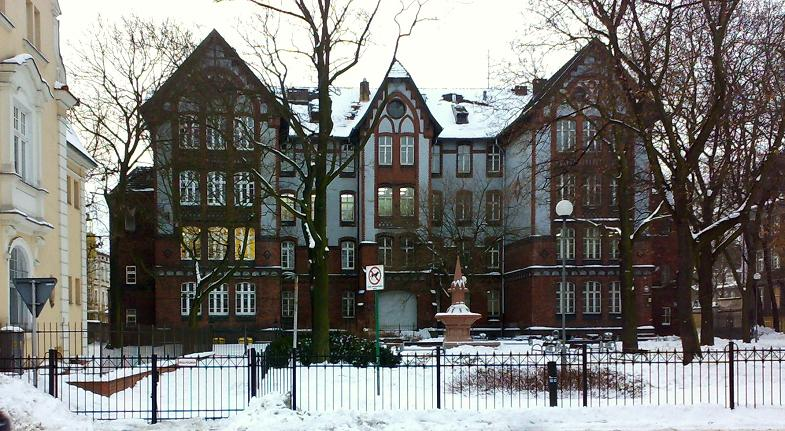
Dawna Szkoła gminna

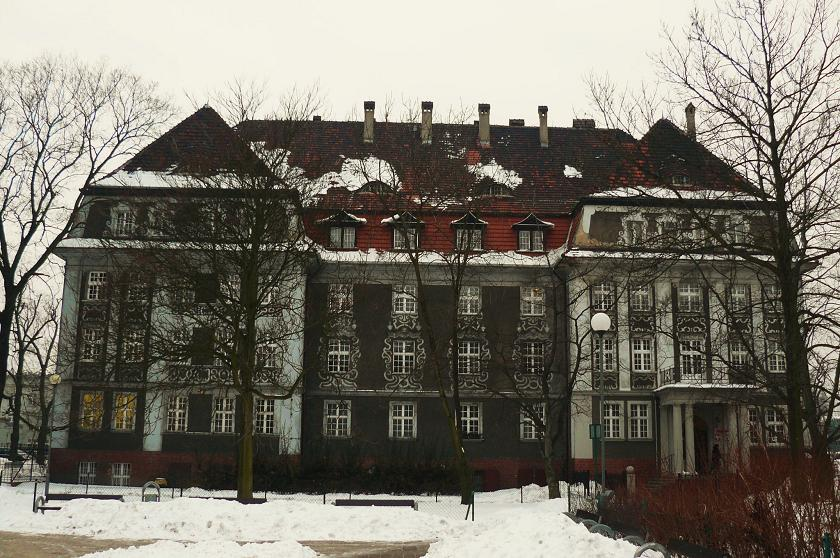
Dawny Dom Starców

Rynek Wildecki – jeden z rynków miejskich w Poznaniu, które stanowiły dawne centra osad podmiejskich, do dziś będący głównym punktem Wildy.

## Historia
Nazwa Wierzbice (dawne miano Wildy) pojawiła się po raz pierwszy w przywileju Władysława Odonica w 1235, a więc przed lokacją lewobrzeżnego Poznania. W XIV wieku był tu folwark Mikołaja Kitlicza, później miejski (poznański). W połowie XVIII wieku sprowadzili się m.in. i tutaj osadnicy z Bambergu (zwani do dziś Bambrami). 1 kwietnia 1900 osada została włączona do Poznania.
Na planie miasta z lat 1817–1820 w rejonie obecnego Rynku Wildeckiego pojawia się po raz pierwszy na mapie wiatrak. Duże przemiany nastąpiły jednak później – w latach 90. XIX wieku. Do 1896 wytyczono ogólne warunki rozwoju urbanistycznego Wildy. Do 1900 opracowano projekty szczegółowe i rozpoczęto zabudowywanie rejonu Rynku, nadając mu obecne ukształtowanie, a po 1900 pojawiła się charakterystyczna zabudowa tego placu.
W okresie zaboru pruskiego plac nosił nazwę Wildaer Markt, a w latach niemieckiej okupacji Polski (1939–1945) Horst-Wessel-Platz.

## Obiekty
Obecnie Rynek Wildecki (oraz łączący się z nim Plac Marii Curie-Skłodowskiej), choć jego zabudowa nie jest w pełni ukończona, stanowi reprezentacyjną część dzielnicy i charakteryzuje się kilkoma monumentalnymi gmachami w swoich pierzejach, zgodnie z neorenesansowym programem, jaki realizowano dla całego otoczenia Rynku:
- Kościół Maryi Królowej, dawniej św. Mateusza, 1904–1907, architekt Oskar Hossfeld,
- Państwowa Wyższa Szkoła Budowy Maszyn (Königlische Höhene Maschinenbauschule), obecnie rektorat Politechniki, 1907, architekt Adolf F. Binder,
- Dom Starców (obecnie część Politechniki), sierpień 1909, architekt Fritz Teubner,
- Szkoła Gminna, 1898 (przebudowa 1916), architekt Adolf F. Binder,
- Łaźnia Miejska (obecnie część Politechniki), 1908,
- Kamienica pod Koroną, 1904,
- fontanna na skwerze od ul. Czajczej, 2013,
- budynek Regionalnego Oddziału Detalicznego PKO BP SA, postmodernistyczny, po 1994.

Do lat 70. XX w. przy Rynku stało wiele kamienic fachwerkowych, pamiętających jeszcze XIX wiek. Prawie wszystkie z nich rozebrano (dziś wznoszą się tutaj późniejsze plomby), z wyjątkiem jednej, na narożniku ul. Sikorskiego. Dom ten posiada charakterystyczną kapliczkę słupową w ogródku (patrz niżej). Pierzeja zachodnia została zabudowana w latach 2005–2011 trzema kamienicami.
Płyta Rynku Wildeckiego zajęta jest od momentu powstania przez targowisko owocowo-warzywne (gruntownie wyremontowane po 2000). Przy rynku siedzibę ma Urząd Skarbowy, Regionalny Oddział Detaliczny PKO BP SA, liczne sklepy i punkty usługowe, a także (przedwojenna) publiczna toaleta.

## Kapliczka Serca Pana Jezusa
Przy domu szachulcowym na rogu ulic Przemysłowej i Sikorskiego stoi kapliczka kryta blachą, zbudowana prawdopodobnie wraz z budynkiem, około roku 1890. Fundatorami była bamberska rodzina Handschuhów. W niszy od frontu, do 1939 stała figurka św. Wawrzyńca, męczennika. Została zniszczona przez Niemców w czasie II wojny światowej. Zaraz po wojnie wstawiono w jej miejsce figurę Serca Jezusowego, która stoi do dziś.

## Komunikacja
Rynek jest ważnym miejscem z punktu widzenia komunikacji miejskiej – zbiegają się tutaj linie tramwajowe 2, 9 i 10. Na rynku znajduje się również zabezpieczony i pomalowany na zielono, zespół kilku kratownicowych tramwajowych słupów trakcyjnych (nitowanych), pochodzących sprzed II wojny światowej.

## Galeria zdjęć

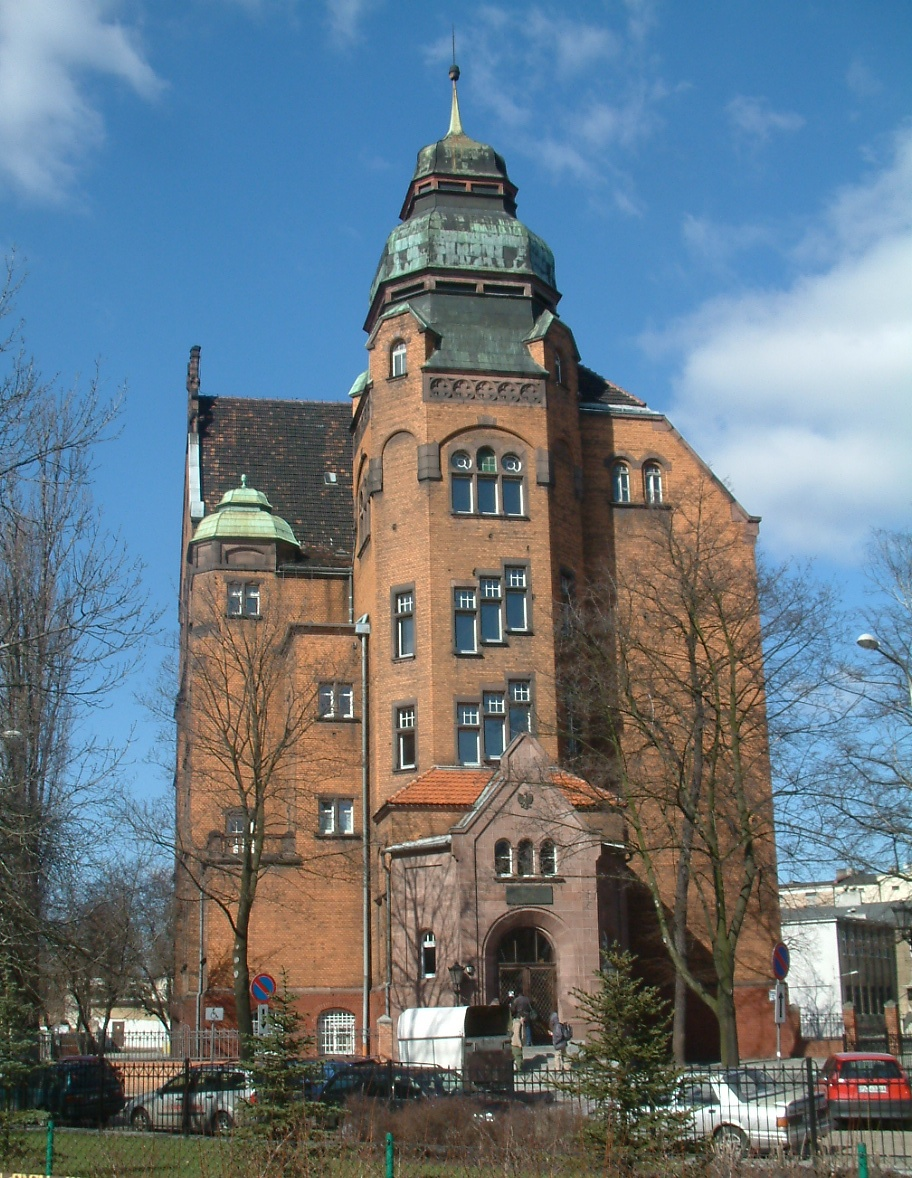
Rektorat Politechniki Poznańskiej
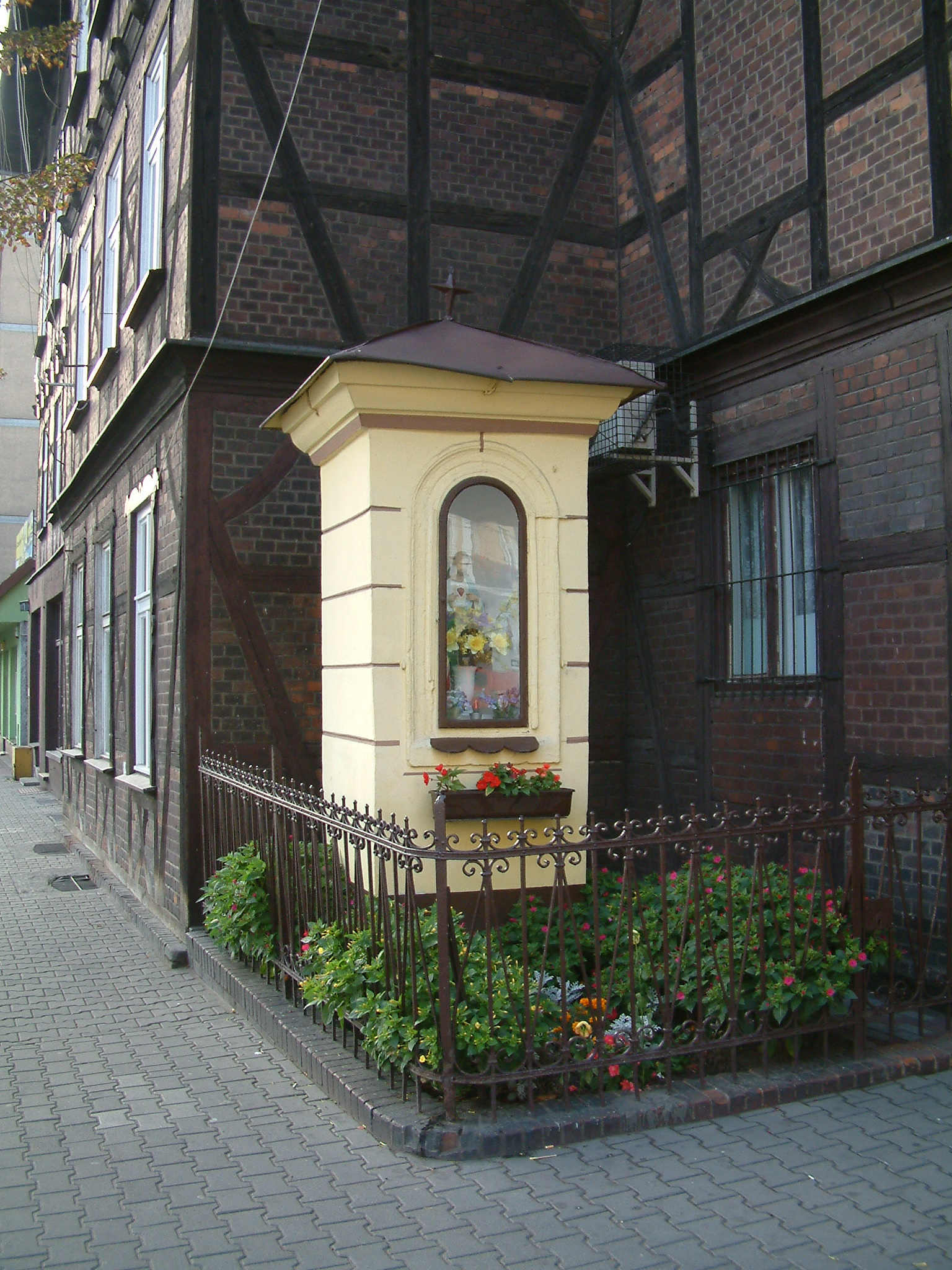
Kapliczka i dom fachwerkowy
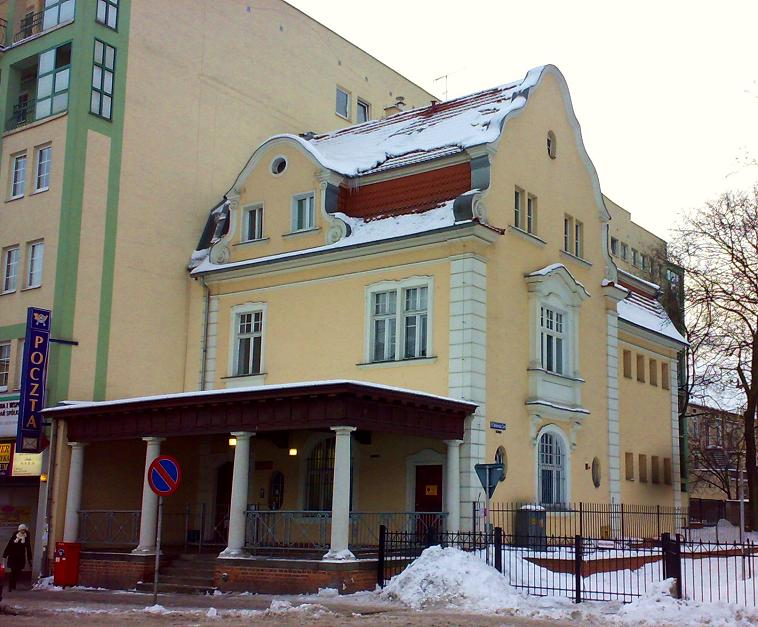
Dawna Łaźnia Miejska